# Oranges and Lemons
Albums de XTC
Skylarking
(1986) Nonsuch
(1992)
Singles
1. The Mayor of Simpleton
Sortie : janvier 1989
2. King for a Day
Sortie : avril 1989
3. The Loving
Sortie : août 1989

Oranges and Lemons est le neuvième album du groupe XTC, sorti en février 1989.
Ce double album inclut notamment le single The Mayor of Simpleton, le plus gros succès du groupe sur le sol américain (no 1 du classement Modern Rock Tracks et no 72 du Hot 100).

## Titres
Toutes les chansons sont d'Andy Partridge, sauf mention contraire.

### Face 1
1. Garden of Earthly Delights – 5:03
2. The Mayor of Simpleton – 3:58
3. King for a Day (Colin Moulding) – 3:37
4. Here Comes President Kill Again – 3:35

### Face 2
1. The Loving – 4:11
2. Poor Skeleton Steps Out – 3:34
3. One of the Millions (Moulding) – 4:35
4. Scarecrow People – 4:13

### Face 3
1. Merely a Man – 3:27
2. Cynical Days (Moulding) – 3:17
3. Across This Antheap – 4:51

### Face 4
1. Hold Me My Daddy – 3:47
2. Pink Thing – 3:48
3. Miniature Sun – 3:57
4. Chalkhills and Children – 4:56

## Musiciens
- Andy Partridge : guitare, chant
- Colin Moulding : basse, chant
- Dave Gregory : guitare, claviers, chant

Avec :
- Pat Mastelotto : batterie
- Mark Isham : cuivres
- Paul Fox : claviers
- Franne Golde : chœurs